# Il gatto impertinente
Il gatto impertinente (Smarty Cat) è un film del 1955 diretto da William Hanna e Joseph Barbera. È il novantacinquesimo corto della serie Tom & Jerry e l'ultimo cortometraggio flashback a includere scene provenienti dai film precedenti. È stato distribuito il 14 ottobre del 1955 dalla Metro-Goldwyn-Mayer. Il titolo originale del cortometraggio è un gioco di parole tratto dalla marca di pantaloni "Smarty".

## Trama
Tom invita a casa sua Butch, Vercingetorige e Topsy per guardare insieme a loro dei filmati tratti dalle sue divertenti battaglie con Spike. I quattro gatti iniziano a prendere in giro il cane credendo che Tom possa sempre avere la meglio su di lui, come si vede in alcune scene tratte dai cartoni Solid Serenade, Vietato pescare e Cane legato non morde. Jerry viene scacciato dagli amici di Tom, così decide di svegliare Spike in modo che possa vedere i gatti prenderlo in giro. Il cane si infuria e inizia a picchiarli, mentre Jerry filma il tutto con una videocamera.